# Aras (Spezialeinheit)

Logo der ARAS

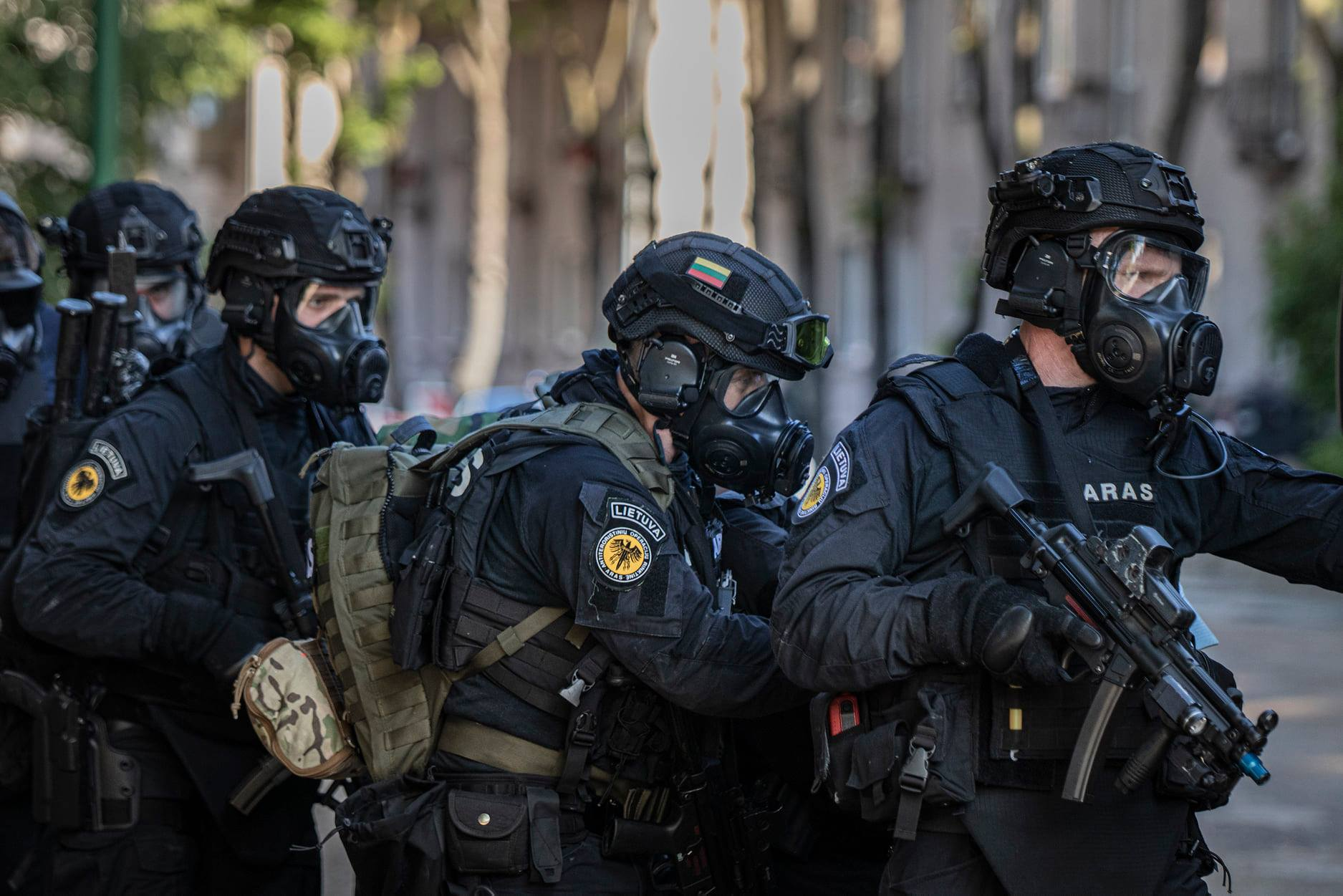
Aras während Übungen mit der Armee.

Die Litauische Polizei-Anti-Terror-Einsatzgruppe „Aras“ (litauisch: Lietuvos policijos antiteroristinių operacijų rinktinė „Aras“) ist eine separate Spezialeinheit der Polizei Litauens, gegründet 1991. Zunächst war der Hauptzweck von ARAS die Bekämpfung der organisierten Kriminalität und die Banditen-Gruppen, die in Litauen tätig waren, zu unterdrücken. Darüber hinaus ist sie bei der Aufruhr-Unterdrückung, Friedenssicherung und Begleitung tätig. Im Dezember 2004 wurde die Einheit zum Atlas-Verbund der speziellen Anti-Terror-Polizeieinheiten der Länder der Europäischen Union eingetragen.

## Leitung
- 1991: Petras Valiukas (1948–1993)
- 1991 Petras Burdelis
- 1991–1994: Jonas Lazarenka
- 1994–2001: Ignas Šulinskas
- seit 2001: Viktoras Grabauskas[1]